# Редогощь
Редогощь — деревня в Троснянском районе Орловской области России. Входит в состав Пенновского сельского поселения.

## География
Деревня находится на юге Орловской области, в лесостепной зоне, в пределах центральной части Среднерусской возвышенности, на правом берегу реки Свапа, на расстоянии примерно 17 км (по прямой) к югу от села Тросна, административного центра района. Абсолютная высота — 179 м над уровнем моря.
Климат
Климат характеризуется как умеренно континентальный с умеренно морозной зимой и тёплым летом. Средняя многолетняя температура самого холодного месяца (января), составляет −9,7 °С, температура самого тёплого (июля) — +19 °С. Среднегодовое количество атмосферных осадков — 540 мм.
Часовой пояс
Деревня Редогощь, как и вся Орловская область, находится в часовой зоне МСК (московское время). Смещение применяемого времени относительно UTC составляет +3:00.

## История
В 1897 году в деревне проживал 601 человек (289 мужского пола и 312 женского); всё население исповедовало православие.

## Население
| 2010 |
| ---- |
| 31   |

Половой состав
По данным Всероссийской переписи населения 2010 года, в гендерной структуре населения мужчины составляли 58,1 %, женщины — соответственно 41,9 %.
Национальный состав
Согласно результатам переписи 2002 года, в национальной структуре населения русские составляли 100 % из 71 чел.